# Josip Manolić
Josip »Joža« Manolić (Kalinovac kraj Đurđevca, 22. ožujka 1920. – Zagreb, 15. travnja 2024.) bio je jugoslavenski i hrvatski političar, premijer, sudionik narodnooslobodilačke borbe, djelatnik hrvatske Ozne (1944. – 1946.), Udbe (1946. – 1948.) i unutrašnjih poslova (1948. – 1965.), načelnik Republičkog sekretarijata za unutrašnje poslove SR Hrvatske za Zagreb (1960. – 1965.), saborski zastupnik u socijalističkoj Hrvatskoj (1965. – 1969., 1969. – 1971.) i demokratskoj Hrvatskoj (1990. – 1992., 1992. – 1995.). Jedan je od osnivača Hrvatske demokratske zajednice, drugi predsjednik Vlade Republike Hrvatske, prvi predsjednik Županijskog doma Hrvatskog sabora. U demokratskoj Hrvatskoj bio je jedan od osnivača sigurnosno-obavještajnih službi i predstojnik Ureda za zaštitu ustavnog poretka (UZUP) od 1991. do 1993. Nakon otklona od Tuđmanove politike s grupom istomišljenika osniva Hrvatske neovisne demokrate (HND), čiji je predsjednik od 1995. do 2002., kada odlazi u političku mirovinu.

## Životopis
Josip Manolić rođen je 22. ožujka 1920. u Kalinovcu kraj Bjelovara u Kraljevini Jugoslaviji. Pučku (osnovnu) školu završio je 1935., a obrtničku školu smjera postolar u Bjelovaru 1938. godine. Pravo na Pravnom fakultetu Sveučilišta u Zagrebu diplomirao je 1961. 
Bio je prijeratni komunist, od 1938. član Saveza komunističke omladine. Za vrijeme Nezavisne Države Hrvatske od svibnja do rujna 1941. u pritvoru je u Požegi, oslobođen po Pokretnom prijekom sudu NDH. Sudionik je narodnooslobodilačke borbe od 1941. godine; do 1942. ilegalno boravi u Zagrebu, kada se približio Ivanu Krajačiću Stevi, a 1942. godine odlazi u partizane. Nadimak mu je Abesinac i Crni Joža. Kraj rata dočekao je na mjestu načelnika u bjelovarskoj Ozni. 
U doba socijalizma radnik je u resoru unutrašnjih poslova (1944. – 1965.), djelatnik hrvatske Ozne (1944. – 1946.) i Udbe (1946. – 1948.). Dana 1. kolovoza 1948. imenovan je  načelnikom za izvršenje kaznenih sanķcija pri Ministarstvu unutrašnjih poslova NR Hrvatske (1948. – 1960.). Po nalogu tadašnjeg resornog ministra Ivana Krajačića, osobnog prijatelja i bliskog suradnika, rukovodi sprovođenjem Alojzija Stepinca u kaznionicu u Lepoglavi. Načelnik je Sekretarijata za unutrašnje poslove za grad Zagreb (1960. – 1965.), saborski zastupnik u socijalističkoj Hrvatskoj (1965. – 1969., 1969. – 1971.). Nakon sloma Hrvatskog proljeća smijenjen je, umirovljen i marginaliziran. Održava kontakte s Krajačićem do njegove smrti 1986., druži se s Tuđmanom. Uz prihode od mirovine bavi se uzgojem gljiva, koje prodaje restoranima u Zagrebu i na tržnici.  
Ususret demokratskim promjenama sudjeluje u stvaranju organizacije HDZ-a. Jedan je od osnivača u NK Borac na Jarunu 1989. Na prvim slobodnim višestranačkim izborima biran je u Sabor (1990. – 1992., 1992. – 1995.). Drugi je predsjednik Vlade Republike Hrvatske (1991. – 1992.), prvi predsjednik Županijskog doma Hrvatskog sabora (1993. – 1994.). Sudjelovao je u organizaciji rada  sigurnosno-obavještajnih službi Hrvatske primjenjujući  organizacijski model SR Njemačke, što ga dovodi u sukob s Josipom Perkovićem, zadnjim sekretarom republičke Udbe, koji je htio primijeniti britanski model organizacije rada službi. Manolić Perkovića razrješava dužnosti u MUP-u, da bi Perković potom na intervenciju Tuđmana[nedostaje izvor] bio imenovan kod ministra Gojka Šuška u Ministarstvu obrane. Potom Manolića imenuju za predstojnika Ureda za zaštitu ustavnog poretka (UZUP), koju dužnost je obnašao od 1991. do 1993. Tu postavlja povjerljive kadrove, među ostalima i bivšeg sekretara savezne Udbe Zdravka Mustača kao svog zamjenika, kao i bivšeg djelatnika iz vremena rada bjelovarske Ozne, kasnijeg jugoslavenskog diplomatskog agenta, Zdenka Svetu kao pročelnika. Navodni tajni suradnik dok je bio predstojnik UZUP-a bio mu je i Stjepan Kralj, bivši emigrant iz Švedske. Bivši Manolićev suradnik i djelatnik Udbe (1947. – 1963.) i saborski zastupnik iz redova HDZ-a Milivoj Kujundžić u to je vrijeme bio član Saborskog odbora za unutarnju politiku i nacionalnu sigurnost.  
Nakon otklona od Tuđmanove politike prema Bosni i Hercegovini s grupom istomišljenika izašlih iz HDZ-a, Stjepanom Mesićem, Slavkom Degoracijom, Tomislavom Pavkom Dukom i drugima, osniva Hrvatske neovisne demokrate (HND), čiji je predsjednik od 1995. do 2002., kada odlazi u političku mirovinu. Svjedočio je na suđenju za ubojstvo Vjeke Sliška, u postupcima protiv hercegovačke šestorice na Međunarodnom sudu za bivšu Jugoslaviju u Haagu, protiv Branimira Glavaša i drugih.
Umro je u Zagrebu 15. travnja 2024. u 105. godini zivota.

## Djetinjstvo i mladost
Rođen je 22. ožujka 1920. u malom podravskom selu Kalinovcu, kao najmlađe dijete u obitelji Ivana i Kate Manolić (rođene Nađ – Đođ), koji su brak sklopili 1912., te su uz sina Josipa imali najstariju kćer Elizabetu (Jalžu, r. 1913.), sina Slavka (1914. – 1943.), a nakon očeve  mobilizacije u domobranstvo i povratka s istočnog bojišta u Prvom svjetskom ratu kćer Mariju (r. 1919.). Kada mu je bilo šest godina umire mu otac, od posljedica bolesti zadobivenih tijekom rata, pa je obitelj materijalno uzdržavao djed po majci koji se netom vratio iz Sjedinjenih Američkih Država. Nakon što mu se majka preudala za udovca Peru Zobunđiju iz Orlovca, u ljeto 1928. obitelj se preselila iz Kalinovca u Orlovac blizu Nove Rače kraj Bjelovara pa je daljnje djetinjstvo i mladost proveo uz starijeg brata Slavka, sestre Elizabetu i Mariju te četvero djece iz očuhova prvog braka. Nakon završetka pučke škole u Kalinovcu, očuh i majka su se dogovorili da 1935. ide u zanat; u proljeće te godine počeo je naukovanje za šegrta u radionici majstora Ivana Ivančeka u Bjelovaru. Od 1935. do 1938. pohađao je u Bjelovaru srednju obrtničku školu, smjer za postolara, da bi 1938. položio stručni ispit čime je postao majstorski pomoćnik – kalfa. Tijekom strukovnog obrazovanja i u društvu s kožarskim radnicima susreće se s rudimentarnim političkim životom provincije, u kojoj su se osjećala strujanja u samoj Hrvatskoj seljačkoj stranci (HSS) u ogranku u Bjelovaru, gdje su se među ostalim nositeljima isticali Julije Makanec, kasniji ministar u NDH, te Manolićev punac, postolarski obrtnik Julius Eker, kasniji član Pokrajinskog komiteta Komunističke partije Hrvatske (PK KPH) i žrtva ustaškog režima u koncentracijskom logoru Jasenovcu, dok se među sindikalnim organizacijama i radništvom širila aktivnost Komunističke partije, a bila je prisutna opća divergencija na Jugoslavene unitariste i Hrvate nacionaliste, u kakvim se okolnostima mladi Manolić prvotno ipak vezao za jugoslavenski unitraizam, da bi mu se bližim učinili socijalni i politički nazori radništva, kao i sveprisutno hrvatsko pitanje uoči sporazuma Cvetković–Maček i osnivanja Banovine Hrvatske.:27-31
Politikom se počeo baviti 1937. godine. Već sljedeće godine postaje omladinskim i sindikalnim rukovoditeljem. Za vrijeme Drugog svjetskog rata (1941. – 1945.) postaje organizacijski sekretar PK[čega?] SKOJ-a za Hrvatsku. Bio je član SKOJ-a od 1938., dok je u Novoj Gradiški primljen u članstvo KPJ-a negdje u rujnu 1939. godine.

## Drugi svjetski rat i poraće
Početak Drugoga svjetskog rata, okupacija Kraljevine Jugoslavije i uspostava NDH zatječu ga u Novoj Gradiški. Početkom svibnja 1941. prebacuje se u Zagreb, gdje ga redarstvene vlasti uhićuju 27. svibnja 1941. i pritvaraju u Požegi. Dana 11. rujna 1941. Pokretni prijeki sud donio je oslobađajuću presudu pa Manolić preko Nove Gradiške opet dolazi u Zagreb, gdje upoznaje Ivana Stevu Krajačića, čiji će bliski prijatelj i suradnik ostati do kraja. Manolić je svakodnevno kontaktirao s Krajačićem tijekom 1941. i 1942. do odlaska u partizane u listopadu 1942., kada se prebacuje na oslobođeni teritorij. Iz tog razdoblja potječe Manolićev nom de guerre Abesinac odnosno Crni Joža. 
Tijekom 1942. Manolić osobno upoznaje Franju Tuđmana kojeg je kao član PK SKOJ-a, uputio u Krapinu kako bi ovaj tamo organizira Okružni komitet SKOJ-a.:155
Kraj rata Manolić je dočekao na mjestu načelnika opunomoćstva Ozne za Okrug Bjelovar.
 

Manolićev stariji brat Slavko (r. 1913.) bio je pripadnik ustaške vojnice i poginuo je tijekom rata. U emisiji radijskog programa HRT-a, urednice i voditeljice Jasmine Popović iz lipnja 2015. u jednom od svojih gostovanja Stjepan Mesić spomenuo je nepoznatu činjenicu: 
"Njegova dva brata otišla su u ustaše. Nakon rata majka ga je molila da im pomogne da se predaju. Tvrdila je da su nevini. Joža je to omogućio ne samo njima, nego je dao proglas da se to napravi za sve uhapšene križare, one koji su nosili U koji se danas nalazi po zidovima. Šteta što se hrvatska Crkva o tome ne očituje. Oni su napadali vlakove, napadali lokalne funkcionere, palili zadruge. Neki su u tim borbama poginuli. Majka se brinula za te sinove, koji nisu bili u križarima, ali su bili u ustašama. Napisao je proglas da se ništa neće dogoditi svima koji se predaju, nego da će otići do najbližeg suda. Tko je kriv, ide u zatvor, tko nije, ide doma. Nakon toga protiv njega su napravili prijavu da pomaže ustašama, onda su ga izbacili iz Ozne.”
Sam Manolić, prisjećajući se tih epizoda u svom radu u II. odjelu Ozne za Okrug Bjelovar, navodi kako:
"U proljeće 1946. križarske aktivnosti su se nastavile, a mi nismo imali zadovoljavajuće rezultate, što je za našu “narodnu vlast” bio svojevrstan poraz. Stoga je Ozna Hrvatske na teren poslala inspekciju. Sjećam se Tome Baltića, Hrvata koji je poginuo u tim borbama s ostacima neprijatelja tijekom inspekcijskog nadzora. Najveći broj pripadnika poraženih jedinica koje smo uhvatili izveden je pred Vojni sud. Bilo je različitih pritisaka, većinom rođačkih veza, da se pomogne i spasi nekoga. Tako jedan dan dođe k meni i moja strina da pomognem spasiti Peru Šokca. Riječ je bila o njezinu bratu koji je bio ustaša, a pri kraju rata prešao je u Belu gardu. Napisao sam mu pismo i zamolio je da mu ga preda jer je znala gdje se on krije. Drugo jutro dobio sam izvještaj da je ophodnja KNOJ-a naišla na Peru Šokca i likvidirala ga na terenu jer se, kako su naveli u izvještaju, “nije htio predati”. Ne znam je li bilo baš tako, ali usprkos želji da ga spasim na zakonit način, u tome nisam uspio. (...) Držao sam da naše jedinice ne smiju uništavati imovinu jataka i osoba koje smo tražili, a u kojoj su se sakrivali pojedinci, te mi je takav pristup u rješavanju svakodnevnih problema stavljen kao prigovor. Težačka imanja, s kakvog sam i ja potekao, grade se generacijama i nisam mogao prihvatiti da u metodi obračuna s ostacima poraženih snaga palimo jatacima kuće, staje i hambare."

## Karijera u socijalističkoj Jugoslaviji
Dana 7. listopada 1944. imenovan je za načelnika opunomoćstva Ozne za Okrug Bjelovar, na kojoj je dužnosti bio do 1946., kada je zbog navodne protekcije križara premješten u centralu II. Odjela Ozne NR Hrvatske u Zagrebu, odakle u jesen 1946. odlazi na školovanje u Vojno-političku školu Jugoslavenske armije (JA) u Beogradu. Prema nekima,[komu?] navodno je studirao na NKVD-ovoj akademiji u Moskvi, koju nikad nije završio, što je Manolić više puta opovrgnuo, kazavši da nikad nije bio u Moskvi, na bilo kakvoj akademiji.  Nakon rata, 13. svibnja 1945. oženio se svojom prvom suprugom Marijom Erker, s kojom je bio u braku sve do njezine tragične smrti 2003., te ima troje djece. Kako je na dan vjenčana bio predviđen prolazak Tita pokraj Bjelovara na njegovu putu za Zagreb, Manolić je zakasnio na vlastito vjenčanje jer je bio zadužen za osiguranje dionice puta od Kutine do Ivanić-Grada.
Krajem 1947. vratio se u Zagreb na dužnost zamjenika šefa Odjela za kadrove republičke Udbe NR Hrvatske. Ubrzo nakon toga, godine 1948. izabran je za organizacijskog sekretara KPJ pri Udbi NR Hrvatske.
S tog je mjesta 1. kolovoza 1948. preraspoređen na dužnost načelnika III. Uprave MUP-a NR Hrvatske, tj. Odjela za izvršenje kaznenih sankcija pri republičkom Sekretarijatu unutrašnjih poslova, u Zagrebu. Od 1960., postavljen je za načelnika Sekretarijata unutrašnjih poslova (SUP) za Zagreb, na kojoj je dužnosti ostao do 1965. Uz rad je upisao pravni studij, na zagrebačkom Pravnom fakultetu, gdje je 31. siječnja 1961. diplomirao pravo.
Tijekom 1964. godine Manolić se s obitelji doselio u urbanu vilu u elitnom zagrebačkom naselju. Susjed mu je u istoj zgradi bio dugogodišnji prijatelj i bliski suradnik Ivan Stevo Krajačić, a drugi Đuka Vasić, pomoćnik ministra poljoprivrede, a u neposrednom im je susjedstvu bio Franjo Tuđman.:154
Nakon karijere u državnoj sigurnosti i unutarnjim poslovima, 1965. napušta državnu službu. Izabran je za zastupnika u Saboru SR Hrvatske, obnaša funkcije predsjednika organizaciono-političkog odbora, predsjednika zakonodavno-pravne komisije, te člana Ustavne komisije u dva mandata, dužnost koju je obnašao do 1971., kada je nakon sloma Hrvatskog proljeća isključen iz društveno-političkog života i umirovljen. Postao je disident te se intenzivnije susreće s Tuđmanom. 
U vrijeme disidentstva bavio se proizvodnjom gljiva jer ta grana poljoprivrede u to vrijeme nije bila oporezovana. Manolić je uzeo u zakup jedan stari mlin u naselju Španskom u Zagrebu i farmu u Đakovu, a gljive je prodavao restoranima i na tržnici, a tvrdio je kako od toga nije ostvarivao značajnu dobit. Krajem 1980-ih svu opremu prodao je preko župnika u Jakuševcu. Bio je među osnivačima HDZ-a, jedan od takozvanih barakaša, poput Vladimira Šeksa, Milivoja Kujundžića, Branimira Glavaša i dr. koji su 17. lipnja 1989. sudjelovali na osnivačkoj skupštini HDZ-a u prostorijama NK Borac u zagrebačkom naselju Jarun.

### Prijepor oko trovanja nadbiskupa Alojzija Stepinca
Josip Manolić je najprije kao šef zatvorskog sustava u Hrvatskoj, a potom kao dužnosnik UDBE zadužen za sve političke zatvorenike u Jugoslaviji, bio je odgovoran za uvjete u kojima je izvršavana zatvorska kazna izrečena Stepincu.[nedostaje izvor]
Osvrćući se na Manolićeve izjave povodom objave knjige njegovih memoara Politika i domovina: Moja borba za suverenu i socijalnu Hrvatsku (2015), te sadržaj samih tih memoara, postulator kauze za proglašenja bl. Alojzija Stepinca svetim mons. Juraj Batelja iznosi da Manolić nastoji prikriti trovanje Alojzija Stepinca u vrijeme dok je bio u zatvoru.[napisati kao citat!] Batelja navodi da su sudske medicinske komisije proučavanjem Stepinčevih posmrtnih ostataka utvrdile da je on bio zračen, a u njegovim kostima su pronađene toksične supstance kadmija, kroma, olova i arsena. Batelja iznosi da je J. Manolić vlastoručno potpisao da se nakon obdukcije iz sudske medicine izuzmu svi instrumenti (škare, noževi, stakalca, posude) koji su bili u kontaktu sa Stepinčevim mrtvim tijelom ili organima.
Manolić tvrdi da su nakon osamostaljenja Republike Hrvatske domaća pravosudna tijela zatražila »od Rima da im se dostave rezultati medicinskih analiza Stepinčevih ostataka provedenih u Italiji, a koje ukazuju na Stepinčevo trovanje, ali oni to nisu učinili; dakle, nisu predočili nikakve dokaze za svoje tvrdnje«.

## Demokratske promjene u Hrvatskoj

### Stvaranje HDZ-a i dovlačenje Udbaša u HDZ
Upoznavši Tuđmana i uključivši se u osnivanje HDZ-a, negdje u ožujku 1989. privukao je u osnivački krug HDZ-a i bivšeg kolegu iz Udbe Milivoja Kujundžića, s kojim se poznavao još od 1950-ih kada je Kujundžić bio jedan od isljednika republičke Udbe, a Manolić jedan od rukovodećih službenika u republičkom Sekretarijatu unutrašnjih poslova. Na Manolićevu inicijativu, Kujundžić je pristao na sastanak u jednom kvartovskom kafiću, u zagrebačkom naselju Trnje, gdje je Kujundžić živio, te je brzo nakon Manolićevog nagovaranja popustio i pristao na suradnju u okviru HDZ-a. Taj se susret odvio nekoliko dana nakon sastanka u Klubu hrvatskih književika. Milivoj Kujundžić u intervjuu za tjednik Globus naveo je:
"Pristao sam odmah da se uključim u rad stranke. Sreli smo se u mojem naselju, (Trnje), sjeli smo u kafići i uz kavu, porazgovarali o svemu. Odmah sam rekao da ne želim nikakve funkcije, da mene samo zanima borba protiv Miloševićevih hordi. Ipak sam na osnivačkoj skupštini HDZ-a izabran za predsjednika Statutarne komisije HDZ-a, i na toj sam funkciji bio sve do drugog općeg sabora HDZ-a".
U to je vrijeme oko osnivanja stranke postojala druga grupa, grupa istomišljenika okupljena oko Marka Veselice i Hrvoja Šošića, koji su bili vidno nezadovoljni tzv. komunističkom jezgrom (Boljkovac, Kujundžić, Manolić i dr.) koja se formirala oko Tuđmana, dok se kao jedan od najglasnijih protivnika grupacije Šošić-Veselica javio upravo Kujundžić, a koji se u svojim istupima deklaratorno zalagao za ujedinjenje svih snaga u borbi protiv Slobodana Miloševića, te se pridružio HDZ-u tek kad su predstavnici grupacije Šošić-Veselica ispali iz igre, dok se Manolić u svom daljnjem radu zalagao za pomirljivije tonove.[nedostaje izvor] Kujundžić se također zalagao da Tuđman treba djelovati u sjeni, ali se tome protivio Manolić,  istaknuvši Tuđmanove liderske sposobnosti, te je prevladao odnos supremacije stavova Manolića prema stavu Kujundžića, naslijeđen još iz vremena Udbe. Kujundžić je u tom razdoblju bio jedan od vjernijih pristaša tzv. Manolićeve skupine, koju su činili bivši djelatnici Udbe iz 1950-ih godina, ali je prilikom previranja unutar HDZ-a 1994. u zadnji tren napustio Manolićevu inicijativu, te ostao uz Tuđmana, da bi potom bio najglasniji zagovaratelj izbacivanja Manolića i Mesića iz HDZ-a i njihove hitne smjene sa svih dužnosti u Saboru RH, osiguravši tako sebi još jedan saborski mandat na listi HDZ-a.[nedostaje izvor] Na Manolićevu prošlost u državnoj sigurnosti i policiji socijalističke Jugoslavije, negdje u vrijeme neposredno prije demokratskih promjena, u ljeto 1989. na stranicama Nove Hrvatske široj je javnosti skrenuo i Jakša Kušan. 

### Prvi demokratski višestranački izbori
Manolić je kao jedan od osnivača HDZ-a, sudjelovao na osnivanju HDZ-a u zagrebačkom naselju Jarun 1989. Godine 1990. postaje potpredsjednik Predsjedništva Republike Hrvatske. Početkom 1990-ih drugi je čovjek u novonastaloj Republici Hrvatskoj, odmah je do Franje Tuđmana. Od 24. kolovoza 1990. do 17. srpnja 1991. obnašao je dužnost predsjednika Vlade RH, naslijedivši Stipu Mesića na toj dužnosti jer je ovaj bio izabran za hrvatskog člana u Predsjedništvu SFRJ. Za vrijeme Manolićeva mandata Hrvatski sabor je 25. lipnja 1991. donio Ustavnu odluku o suverenosti i samostalnosti Republike Hrvatske i Deklaraciju o proglašenju suverene i samostalne Republike Hrvatske čime je započet proces razdruživanja Hrvatske od jugoslavenskih republika i autonomnih pokrajina, a Hrvatska je proglašena nezavisnom i suverenom državom. Međutim, pod pritiskom međunarodne zajednice je 7. srpnja 1991. Brijunskom deklaracijom odgođeno daljnje razdruživanje Hrvatske od Jugoslavije, što će se u konačnici dogoditi 8. listopada 1991. donošenjem Odluke o raskidu državnopravnih sveza s ostalim republikama i pokrajinama SFRJ koju je donio Hrvatski sabor.

## Karijera u samostalnoj Hrvatskoj

### 1991. – 1994.
Budući da je bio jedan od osnivača HDZ-a 1989., nakon demokratskih promjena u Hrvatskoj imenovan je za potpredsjednika Predsjedništva Sabora RH, u razdoblju od 30. svibnja 1990. do 24. kolovoza 1990., zatim na dužnost predsjednika Vlade RH, u razdoblju od 24. kolovoza 1990. do 17. srpnja 1991, bio je predsjednik Kriznog stožera.
Obnašao je dužnost predstojnika Ureda za zaštitu ustavnog poretka (UZUP-a), središnjeg tijela državne uprave zaduženog za obavljanje pomoćnih i savjetodavnih poslova ovlaštenim organizacijama iz resora obavještajne zajednice, prije svega Službi za zaštitu ustavnog poretka (SZUP) MUP-a RH, zatim Sigurnosno-informativnoj službi (SIS) MORH-a i Službi za istraživanje i dokumentaciju Ministartva vanjskih poslova. Navedene su službe bile dužne izvještavati UZUP, koji bi zatim o svemu izvještavao predsjednika Tuđmana. Manolić je dužnost predstojnika UZUP-a obnašao u razdoblju od 27. svibnja 1991. do 21. ožujka 1993.godine. Nakon njegova odlaska, odlukom predsjednika Tuđmana UZUP je ukinut, a njegovu je ulogu imao obavljati Ured za nacionalnu sigurnost (UNS), za čijeg je predstojnika bio imenovan Hrvoje Šarinić.

Početkom devedesetih, prilikom formiranja demokratski izabrane vlasti RH, Tuđman je Manoliću dao ključnu ulogu u stvaranju nove hrvatske obavještajne zajednice, što je i sam Manolić u nekoliko navrata iznosio u svojim javnim istupima.  U intervjuu tjedniku Nacional iz svibnja 1998., na pitanje novinara i urednika Ive Pukanića, o svojoj ulozi s početka 1990-ih, kada mu je predsjednik Tuđman povjerio zadatak formiranja i organiziranja službi sastavnica tadašnje hrvatske obavještajne zajednice, Manolić je kazao:
"Na pitanje obavještajnih službi ne treba gledati jednostrano. Pitanje obavještajne službe bilo koje države, pa tako i Hrvatske, koja je nastala na ruševinama jednog sustava koji za sobom povukao i sve ono što što je bilo vezano za taj sustav, vrlo je složeno. U bivšoj Jugoslaviji također je postojalo više obavještajnih službi. Sve ih je objedinjavala na jednom mjestu – politika. Tako i danas ne prihvaćam ikakvu teoriju da je obavještajna služba ona koja može puno mijenjati situaciju u Hrvatskoj. Obavještajna služba uvijek je sastavni dio neke određene politike. To oprimjeruje raspad Jugoslavije. Odlaskom Tita raspala se i njezina obavještajna služba." 
S mjesta predstojnika UZUP-a prelazi na dužnost predsjednika Županijskog doma Sabora RH, s koje je dužnosti smijenjen 23. svibnja 1994., nakon frakcijskih borbi i sloma pokušaja prevrata unutar HDZ-a, napušta HDZ te ubrzo biva razriješen svih dužnosti u saboru. 

### 1994. – 2002.
Skupa s grupom istomišljenika okupljenom oko Stjepana Mesića, Slavka Degoricije, fra Tomislava Pavla Duke i drugih izašlih iz HDZ-a, Manolić 1994. osniva stranku Hrvatskih nezavisnih demokrata (HND), čiji je bio predsjednik od 30. travnja 1994., ali nakon neuspjeha na parlamentarnim izborima 1995., potom lokalnih i predsjedničkih, stranku 1997. napušta Stjepan Mesić, koji prelazi u HNS, dok je Manolić ostao na dužnosti predsjednika HND-a do odlaska u političku mirovinu 26. listopada 2002., kada je imenovan počasnim predsjednikom. Na čelo HND-a tada je došao saborski zastupnik Zlatko Canjuga. Nakon izbornog neuspjeha na parlamentarnim izborima 2003. godine stranku je predvodio Manolićev zet, stomatolog Eduard Kunjko (1950. – 2020.), koji je kao predsjednik zagrebačkog ogranka HND-a tijekom lipnja 2008. sudjelovao u pregovorima sa zagrebačkim gradonačelnikom i predsjednikom zagrebačkog SDP-a Milanom Bandićem o pripajanju HND-a SDP-u, da bi potom tijekom veljače 2016. bio okončan stečajni postupak nad strankom HND pred Trgovačkim sudom u Zagrebu te je stranka izbrisana iz registra političkih stranaka.

## Kraj karijere i smrt
Nakon odlaska u političku mirovinu, nije podnio zahtjev za dužnosničku mirovinu, već je ostao na staroj mirovini s osnove koju je primao u bivšoj Jugoslaviji. 

### Svjedočenje u kaznenom postupku za ubojstvo Vjeke Sliška
Tijekom svibnja 2002. godine Josip Manolić se pojavio kao svjedok na Županijskom sudu u Zagrebu, u kaznenom postupku za ubojstvo Vjeke Sliška (1969. – 2001.) u ožujku 2001. na Cvjetnom trgu u Zagrebu. Tom je prilikom Manolić ispitan na okolnost svojeg susreta sa Sliškom u veljači 2001., mjesec dana prije ubojstva, kojom prilikom se ovaj navodno Manoliću povjerio kako mu je ugrožen život. Na to mu je Manolić kazao kako više ne radi u (policijskim i sigurnosnim) strukturama i ne poznaje osobe koje su u toj poziciji, te mu je savjetovao da se obrati policiji koja mu mora pružiti zaštitu, navodeći ipak ime jednog policijskog dužnosnika za kojeg je potvrdio da je profesionalac u svome poslu, što je Sliško odbio, tvrdeći kako je navedeni, a kojeg mu je Manolić preporučio,  iz redova onih koji su navodno bili bliski suprostavljenom klanu, te mu je nakon te njegove tvrdnje Manolić navodno savjetovao da mu jedino preostaje izaći u javnost, preko medija, te je Sliško to, kako je navodio dalje Manolić,  prihvatio. Nadalje, Manolić je savjetovao Slišku tom prilikom kako mu je najbolje da pobjegne iz Hrvatske, negdje u inozemstvo, što nije herojski, ali jest probitačno,dok se situacija ne smiri, kako je zaključio Manolić.

### Tragična smrt supruge
Manolića je 15. travnja 2003. godine zadesila obiteljska tragedija, kada je u njegovom stanu zbog neoprezno odbačenog opuška planuo požar, koji je u mjestu usmrtio Manolićevu suprugu, Mariju Eker-Manolić, sudionicu NOB-a i bivšu zatočenicu koncentracijskog logora Jasenovac.

### Svjedok optužbe na suđenju na Međunarodnom sudu za bivšu Jugoslaviju u Haagu
Manolić se pojavio i kao svjedok optužbe pred Međunarodnim sudom za ratne zločine počinjene na području bivše Jugoslavije (ICTY) u Haagu, u postupku protiv hercegovačke šestorke, odnosno okrivljenim vojnim i civilnim dužnosnicima Herceg Bosne Slobodanu Praljku, Jadranku Prliću, Milivoju Petkoviću, Valentinu Ćoriću, Berislavu Pušiću i Bruni Stojiću. Međunarodni istražitelji su dva puta neuspješno pokušavali obaviti obavijesni razgovor s Manolićem. Prvi put sredinom 1990-ih, kada su ga istražitelji osumnjičili za ratne zločine, kako bi ga podvrgnuli pritisku da prokaže druge dužnosnike, na što ih je Manolić prekinuo i izbacio iz ureda. Drugi put, krajem 1990-ih, s njim su razgovor obavila dvojica istražitelja kojima nisu bili poznati događaji na području bivše Jugoslavije, niti su poznavali hrvatski jezik, te su nakon Manolićevog spominjanja KOS-a, pitali ga za objašnjenje značenje te kratice, na što ih je Manolić upitao da zašto gube vrijeme te prekinuo daljnji razgovor. Treći put, sredinom 2000-ih s Manolićem su razgovor obavili istražitelji koji su po struci bili pravnici, analitičari kojima su bili poznati događaji na području bivše Jugoslavije, k tome su znali hrvatski jezik te su ga uspjeli nagovoriti na razgovor.
Na suđenju hercegovačkoj šestorci, u srpnju 2006., Manolić je tvrdio kako su Tuđman i Milošević vodili tzv. dvojnu politiku prema BiH, prema jednoj su bili za očuvanje teritorijalne cjelovitosti i prema drugoj kojom su išli za podjelom teritorija BiH. Nadalje, u svom je iskazu pred Međunarodnim sudom Manolić potvrdio kako je hrvatska Vlada pomagala Armiju BiH, da su se njihovi piloti obučavali u Zagrebu te da su u bolnicama liječeni ranjenici, ali da je Tuđman tu politiku prilagođavao prema političkim i vojnim potrebama. U spomenutom je predmetu, Žalbeno vijeće Međunarodnog suda za bivšu Jugoslaviju svim optuženicima dana 29. studenog 2017., potvrdilo prvostupanjsku presudu iz 2013. kojom su Slobodan Praljak, Jadranko Prlić, Milivoj Petković, Valentin Ćorić, Berislav Pušić i Bruno Stojić proglašeni krivima za zločine počinjene nad muslimanskim stanovništvom za vrijeme rata u BiH.

### Istraživanje ratnih zločina
Tijekom 2011. godine u medijima se pojavila nepotvrđena informacija kakon je policija navodno privodila kraju višegodišnje kriminalističko istraživanje oko događaja u poslijeratnom razdoblju iz 1945. godine, kada je nasilnom smrću stradao neutvrđeni broj zarobljenih vojnika i civila, te je navodno bilo provođeno kriminalističko istraživanje na širem području sjevernozapadne Hrvatske, točnije na području Bjelovara, Karlovca i Zagreba, koje je navodno obuhvaćalo više osumnjičenika, a u medijima je izašao nepotvrđeni podatak kako će biti ispitani među ostalima i Josip Manolić, koji je u inkriminiranom vremenu bio na čelu okružne Ozne odjel II. za Bjelovar, da bi potom iz Ravnateljstva policije MUP RH i Državnog odvjetništva RH stigla obavijest kako Manolić i ostali nisu pod istragom, dok je u izjavi za medije, tadašnji ministar unutarnjih poslova Tomislav Karamarko (2008. – 2011.) izjavio kako je policija provodila kriminalističku obradu po nekoliko kaznenih prijava koje su se odnosile na zločine koje su počinile partizanske postrojbe, da bi saznanja do kojih su došli djelatnici policije proslijedili nadležnom državnom odvjetništvu.

### Postupak za klevetu Karamarka
Tijekom predizborne kampanje za parlamentarne izbore 2015., u medijskom prostoru, preko tjednika Nacional, pojavila se Manolićeva tvrdnja o tome kako je tadašnji predsjednik HDZ-a i bivši ministar unutarnjih poslova, Tomislav Karamarko, bio navodni suradnik Udbe, što je ovaj smatrao da se radilo o pokušaju njegove političke diskreditacije u predizborno vrijeme, te je protiv Manolića privatnom tužbom pokrenuo kazneni postupak za klevetu, dok je Manolić u obrani pred sudom iznio kako nije imao namjeru oklevetati Karamarka, već kako je navodno samo prenio ono sto je čuo dok je bio predsjednik Vlade RH (1990. – 1991.), te je Manolić u prvostupanjskom postupku pred Općinskim kaznenim sudom u Zagrebu bio oslobođen optužbe za klevetu, dok je Županijski sud u Sisku, kao drugostuosnjski sud, naložio ponovno vođenje postupka zbog pogrešno utvrđenog činjeničnog stanja.
Na suđenju za ratne zločine počinjene nad Srbima u Osijeku iz 1991., okrivljenom Branimiru Glavašu i ostalima, u kazneom postupku vođenom pred Županijskom sudu u Zagrebu, Manolić je tijekom studenog 2019. bio pozvan u svojstvu svjedoka, te je tom prilikom kazao kako je upoznao Glavaša 1989., ali da nisu bili u ljubaznim odnosima te kako je isti navodno imao opsesiju da ga se proganja još iz bivšeg režima, da bi nastavno u svom iskazu Manolić naveo kako nikad nije dobio izvješće da je Glavaš bio umiješan u bilo kakvo ubojstvo, niti se na sjednicama Vrhovnog državnog vijeća raspravljalo o Glavašu.

### Zadnji mjeseci života i smrt
Dana 21. prosinca 2023. u medijima se pojavila informacija kako je u posjetu kod Josipa Manolića bio umirovljeni svećenik monsinjor Zvonimir Alojzije Sekelja te mu je dao svete sakramente, što je potvrđeno fotografijom na kojoj se vide Manolić i svećenik. Manolić je sâm zatražio bolesničko pomazanje, pri punoj svijesti te se ispovjedio. Za jedan dio hrvatske javnost kuriozitet je predstavljala činjenica da su monsinjoru Sekelji oca i djeda ubili partizani tijekom rata i poraća, a i to što se Manolić pred kraj života kao ateist odlučio vratiti vjeri. Književnik Miljenko Jergović sablaznio se postupkom svećenika koji se slikao nad teško bolesnim Manolićem kao lovac nad trofejem.
Umro je u obiteljskoj kući u Zagrebu 15. travnja 2024. u 105. godini života, nakon duge i teške bolesti. Pokopan je na zagrebačkom gradskom groblju Mirogoj. Izraze sućuti njegovoj obitelji uputili su predsjednik Hrvatskog sabora Gordan Jandroković i predsjednik Vlade RH Andrej Plenković, dok je Vladimir Šeks kazao kako će njegovo ime biti zlatnim slovima urezano u hrvatskoj povijesti.

## Djela
- Intervjui i javni nastupi: 1989. – 1995. Misl. Zagreb, 1995.
- Politika i domovina: Moja borba za suverenu i  socijalnu Hrvatsku. Golden marketing – Tehnička knjiga. Zagreb, 2015.
- Špijuni i domovina: moja borba za suverenu i socijalnu Hrvatsku. Golden marketing – Tehnička knjiga. Zagreb, 2016.
- Izdaja i domovina (neobjavljena)

## Vanjske poveznice
- Sastav Manolićeve vlade RH kod vlada.gov.hr
- Biografija Josipa Manolića kod "Večernji List", pristupljeno 18. srpnja 2015.  Arhivirana inačica izvorne stranice od 18. travnja 2016. (Wayback Machine)
- Josip Manolić: "POLITIKA I DOMOVINA – Moja borba za suverenu i socijalnu Hrvatsku" (knjiga memoarskog sadržaja), Zagreb 2015